# Ямамото, Юкари
Юкари Ямамото (яп. 山本 由佳理, род. 31 мая 1981, Окуидзумо) — японская хоккеистка (хоккей на траве), полевой игрок. Участница летних Олимпийских игр 2004, 2008 и 2012 годов. Серебряный призёр летних Азиатских игр 2006 года, двукратный бронзовый призёр летних Азиатских игр 2002 и 2010 годов.

## Биография
Юкари Ямамото родилась 31 мая 1981 года в японском городе Окуидзумо.
Окончила университет Токай Гакуин.
Играла в хоккей на траве за «Сони Бравия» из Итиномии.
В 2004 году вошла в состав женской сборной Японии по хоккею на траве на летних Олимпийских играх в Афинах, занявшей 8-е место. Играла в поле, провела 6 матчей, мячей не забивала.
В 2008 году вошла в состав женской сборной Японии по хоккею на траве на летних Олимпийских играх в Пекине, занявшей 10-е место. Играла в поле, провела 6 матчей, мячей не забивала.
В 2012 году вошла в состав женской сборной Японии по хоккею на траве на летних Олимпийских играх в Лондоне, занявшей 9-е место. Играла в поле, провела 6 матчей, забила 1 мяч в ворота сборной Бельгии.
Трижды выигрывала медали хоккейных турниров летних Азиатских игр: серебро в 2006 году в Дохе, бронзу в 2002 году в Пусане и в 2010 году в Гуанчжоу.